# Милич
Милич (пол. Milicz, нем. Militsch) — город в Польше, входит в Нижнесилезское воеводство, Миличский повят. Имеет статус городско-сельской гмины. Занимает площадь 13,5 км². Население 12.113 человек (на 2004 год).

## Галерея

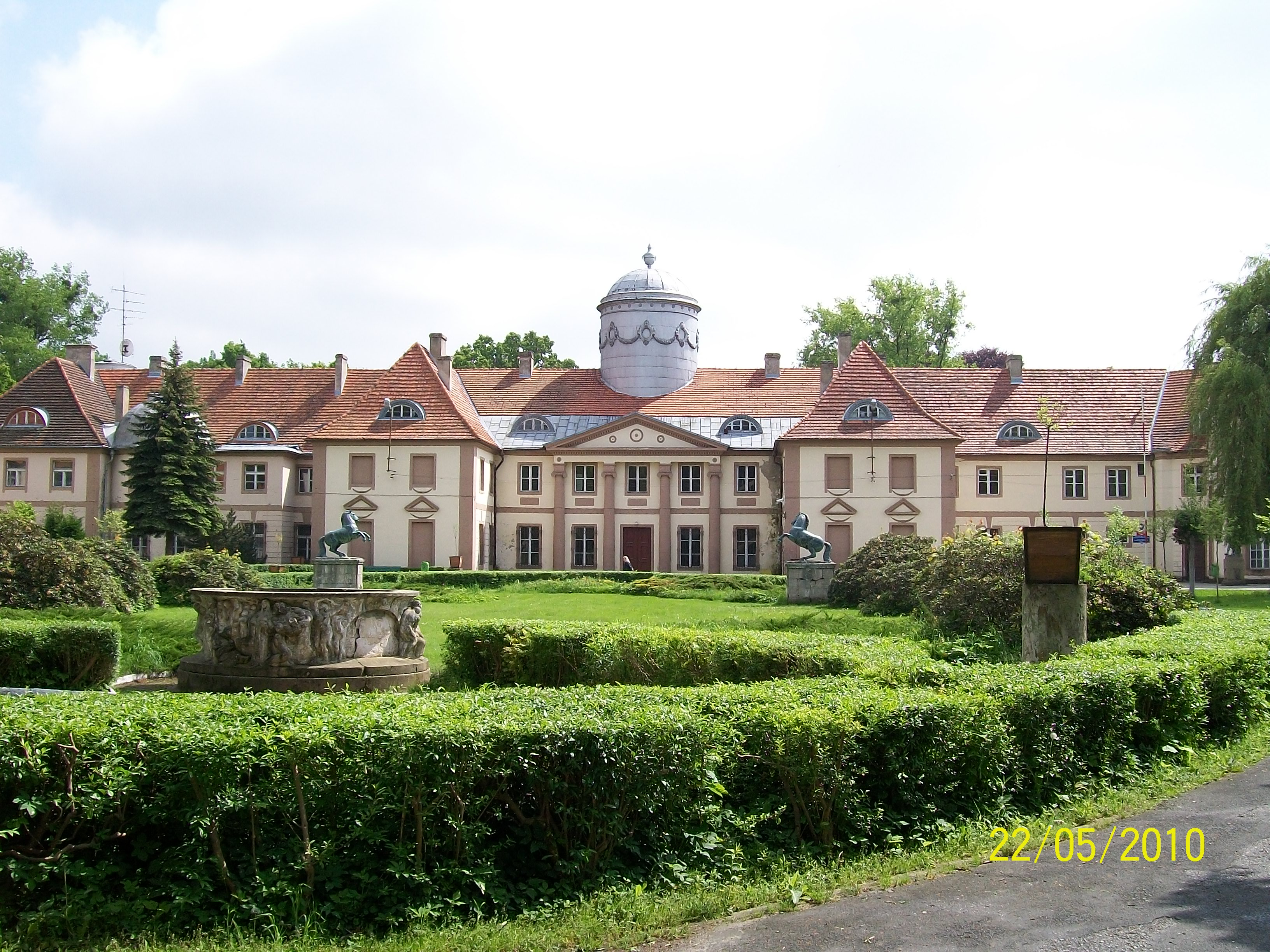
Дворец
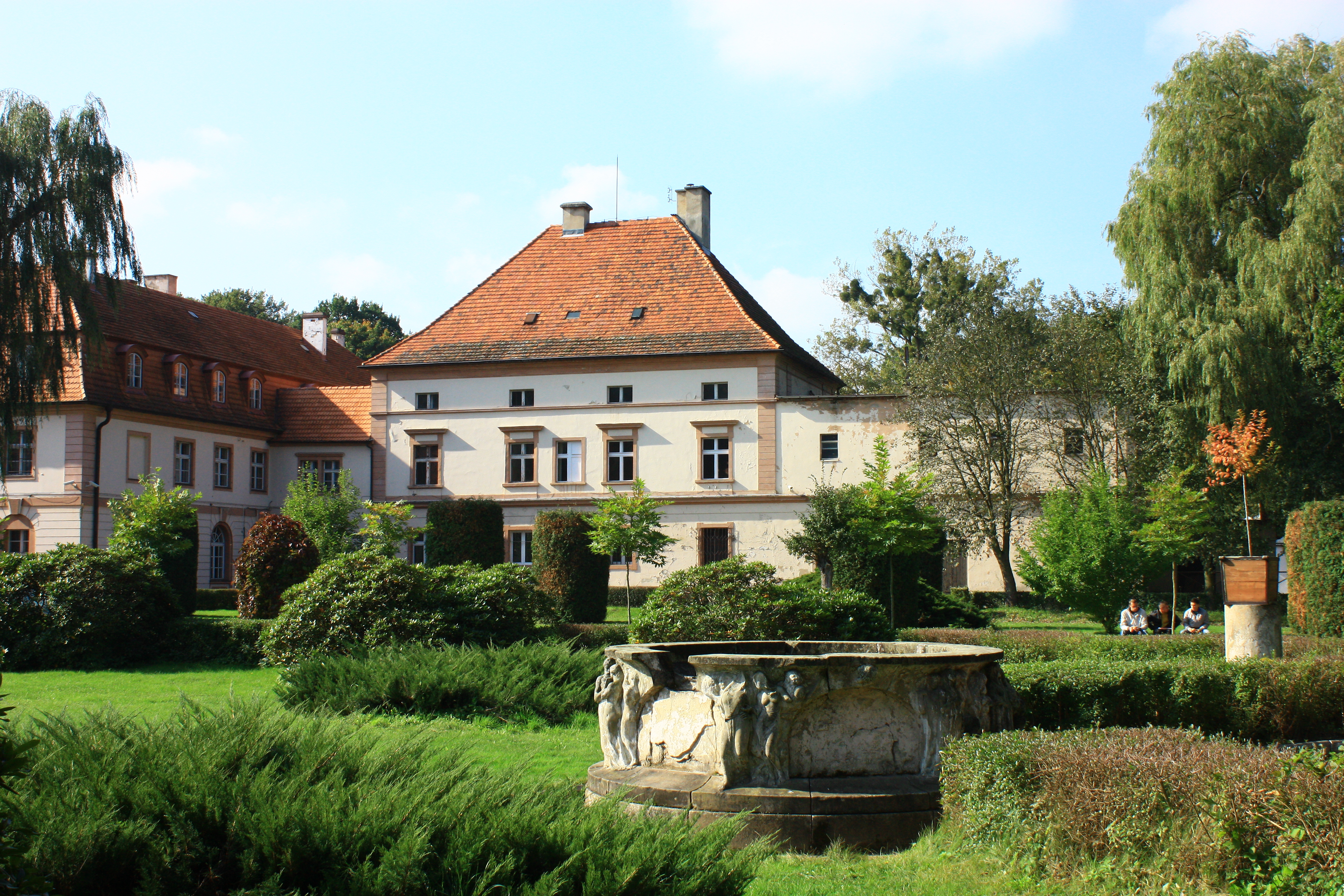
Дворцовый парк
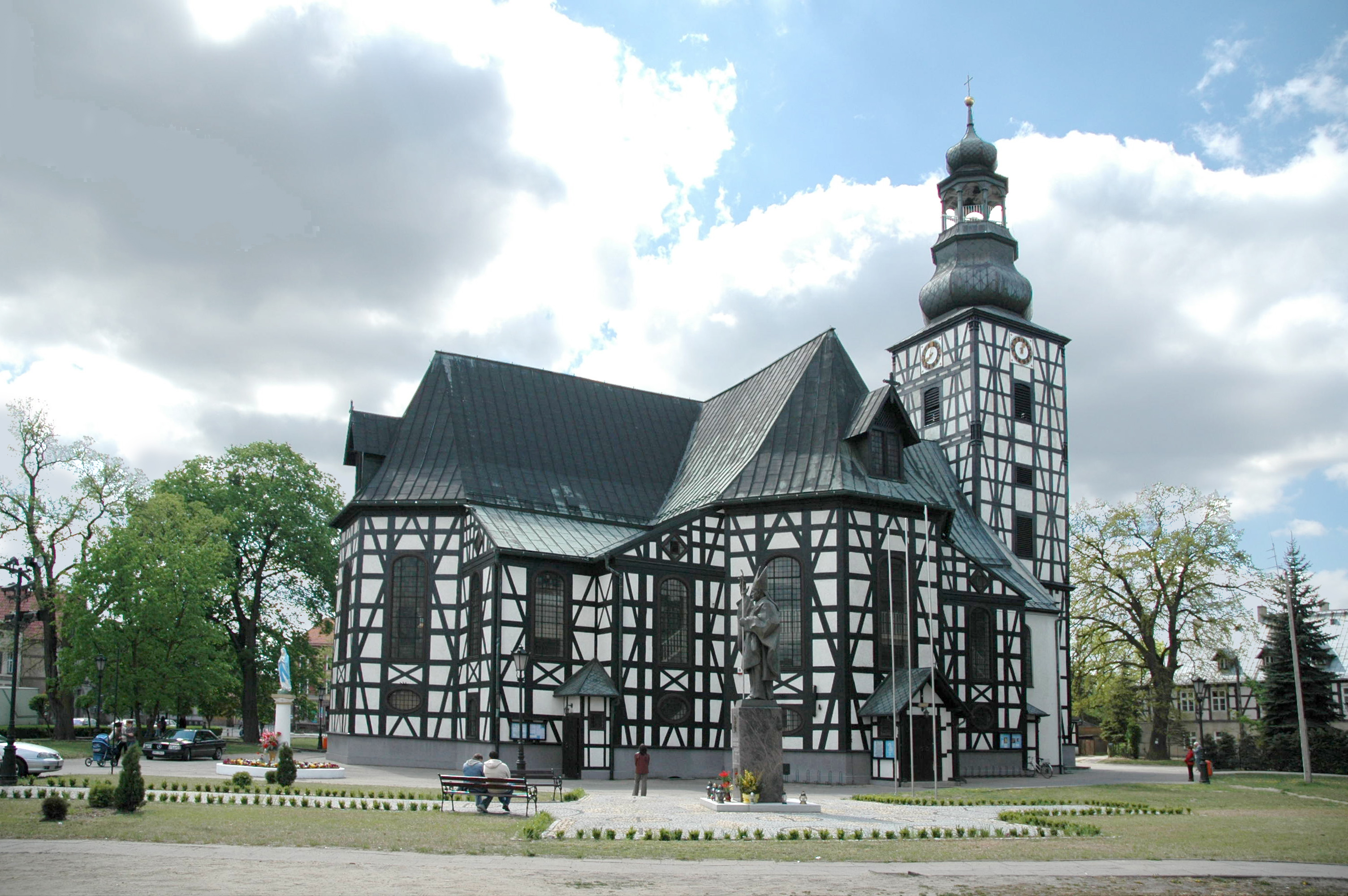
Фахверковая церковь 14 века
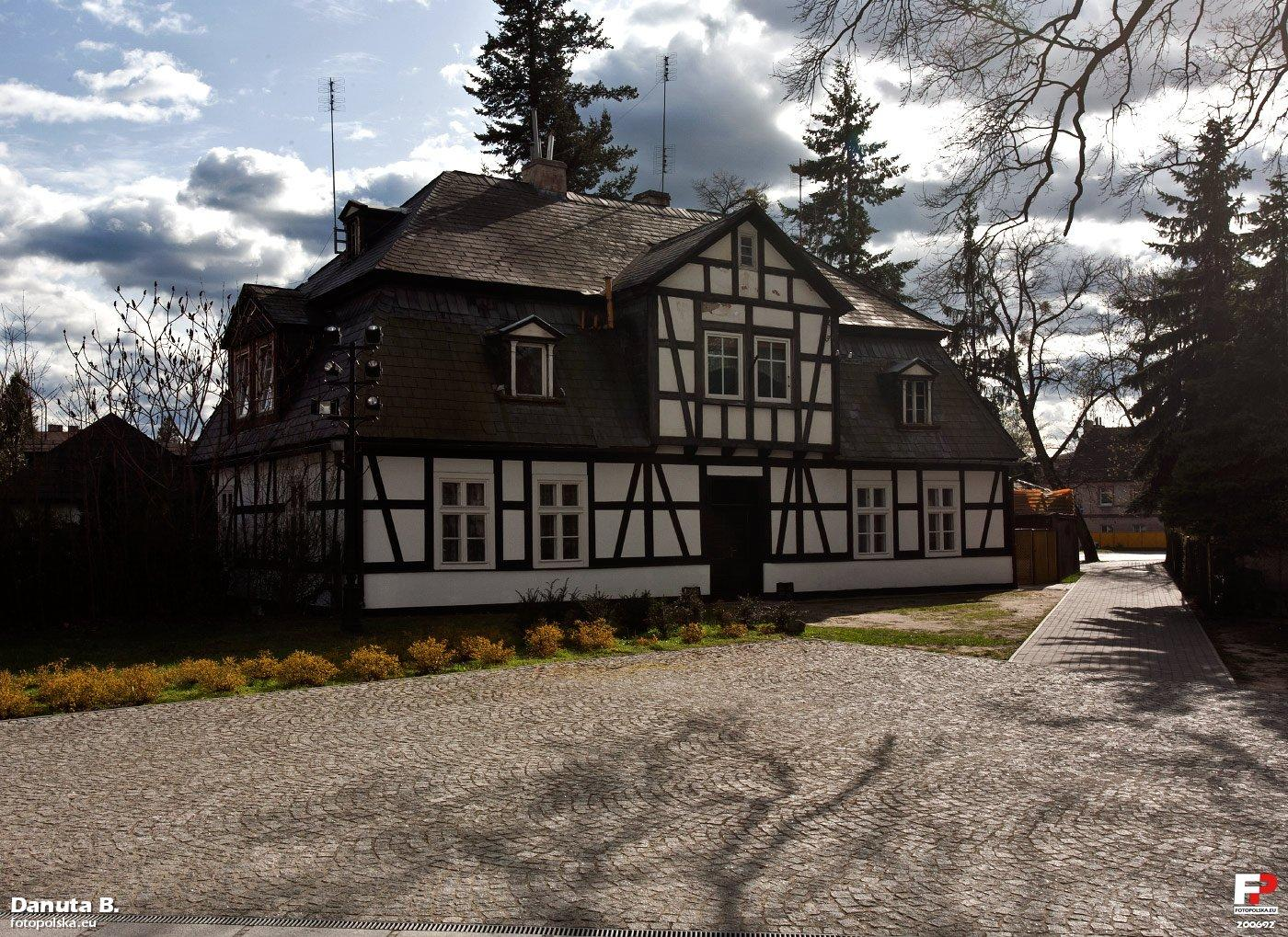
Фахверковый дом
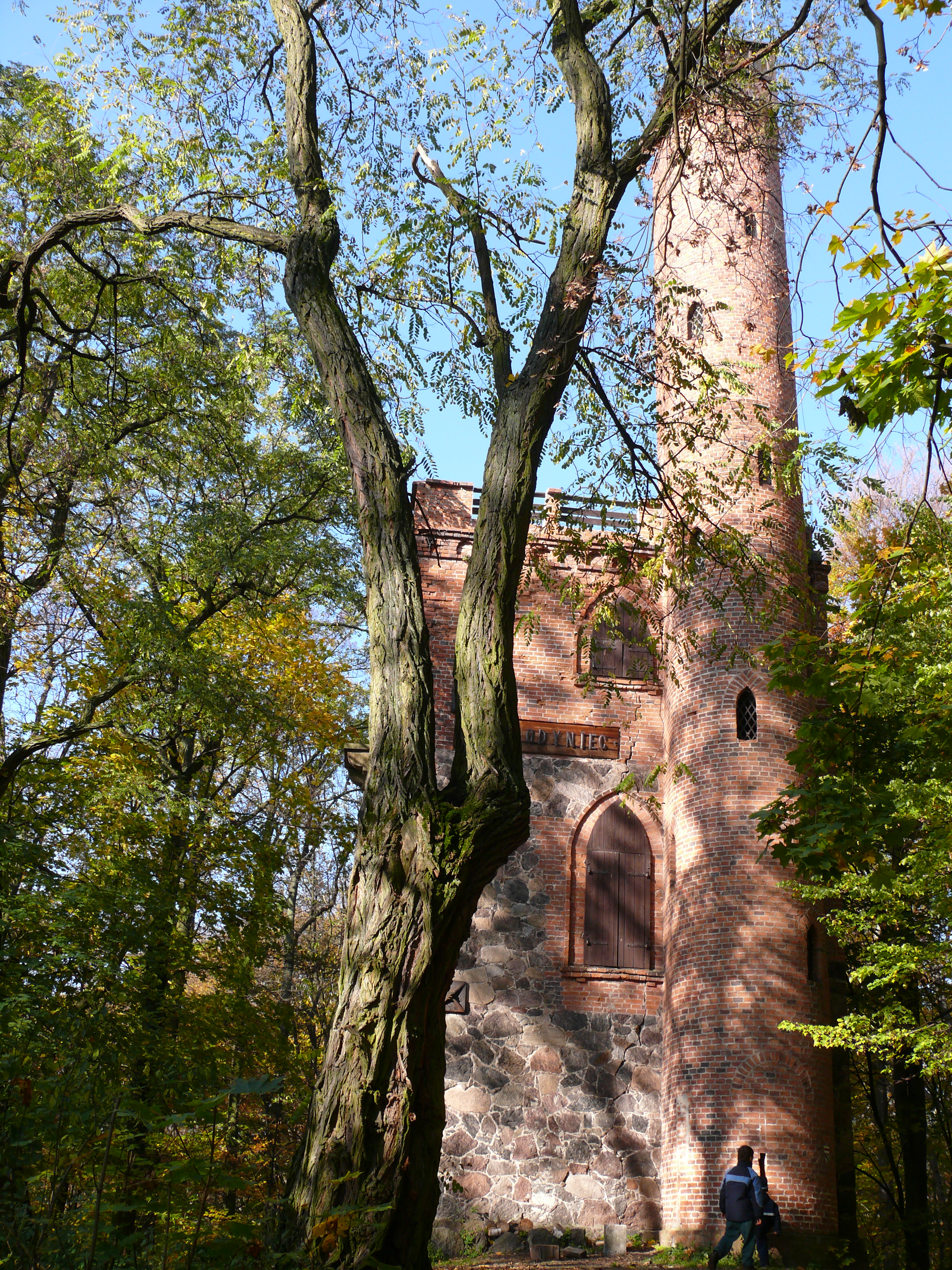
Башня в лесу
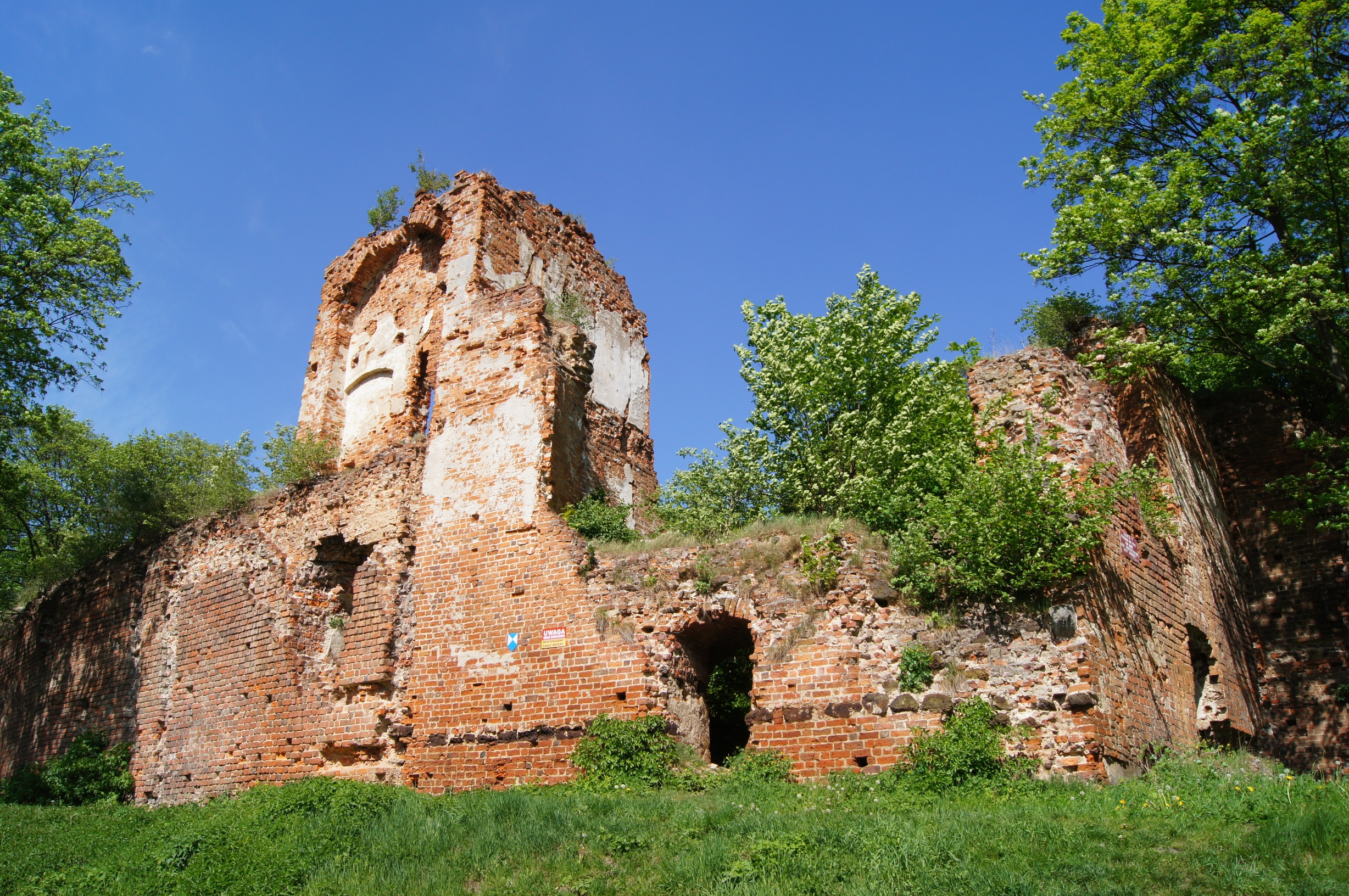
Руины древнего замка